# Rudi van Dantzig
Rudi van Dantzig (4 de agosto de 1933 - 19 de enero de 2012) fue un coreógrafo, bailarín de ballet y escritor de los Países Bajos. Desde 1965 hasta su muerte fue líder coartístico de Het Nationale Ballet (Ámsterdam, Países Bajos).
Van Dantzig nació en Ámsterdam. Después de que Sonia Gaskell (se fue en 1969) y sus otros colegas dejaron Het Nationale Ballet en 1971, fue el único líder artístico hasta 1991. En 1986 escribió una novela autobiográfica, Voor een verloren soldaat, sobre el amorío entre un muchacho joven con un soldado canadiense de unos veinte años, que se convirtió en un gran éxito y recibió varios premios; incluso se grabó una película. En 1996 se publicó una traducción al inglés, For a Lost Soldier. Van Dantzig publicó una biografía del artista  y combatiente de la resistencia holandesa Willem Arondeus en 2003. Van Dantzig murió en 2012.

## Biografía
- Utrecht, Luuk: Rudi van Dantzig: a controversial idealist in ballet. Zutphen, 1992.